# Zvonko Car
Zvonko Car (Crikvenica, 4. veljače 1913. – Crikvenica, 13. studenog 1982.) bio je hrvatski akademski kipar, slikar, profesor.

## Umjetnikovi počeci
Osim nadarenosti i taktilnog zadovoljstva modeliranja u glini u ranom djetinjstvu, za Zvonka Cara odlučujuća prekretnica bilo je upoznavanje s Vladimirom Nazorom, tadašnjim upraviteljem Dječjega doma u Crikvenici. Nazor je odmah prepoznao potencijale u mladom Zvonku te mu pomaže da s navršenih šesnaest godina bude primljen na Likovnu akademiju u Zagrebu. Brigu za razvoj talenta tada preuzimaju Ivan Meštrović, Robert Frangeš-Mihanović i Fran Kršinić, profesori na Akademiji likovnih umjetnosti u Zagrebu. Diplomirao je 1933. godine. 
Ovladavši kiparskim tehnikama, svoju stručnu naobrazbu produbio je tijekom putovanju po Italiji. Cijelo to vrijeme ostao je u vezi s Vladimirom Nazorom koji mu je snažio duh, ali i financijski pomagao njegovo školovanje. Prijateljstvo je potrajalo sve do pjesnikove smrti 1949. godine.
Općina Crikvenica je godine 1955. na inicijativu tadašnjeg predsjednika općine, Dušana Cvetića, u parku između hotelskih zdanja Miramare i Esplanade, Zvonku Caru sagradila kiparski atelje. Posebno je značajna činjenica da je to jedna od rijetkih građevina, ako ne i jedina u Primorsko-goranskoj županiji, a koja je namjenski građena u svrhu umjetničkog ateljea. Tu su nastali mnogobrojni radovi, od javnih spomenika do kiparskih djela manjeg formata pa i slika, koji se danas nalaze ne samo u mjestima županije, nego i diljem svijeta. U ateljeu je umjetnik provodio veći dio svojega vremena, radio skice i studije skulptura u crtežu i glini, lijevao ih u sadri i pripremao za lijevanje u bronci. Tu je primao posjetitelje, prijatelje i kupce, znance
i slučajne namjernike, a mnoge je privlačila upravo vedra i pristupačna umjetnikova narav.

## Nadahnuće i djela
U početku, u tridesetim godinama prošloga stoljeća, Carevim skulptorskim radom prevladavaju sakralni sadržaji.Godine 1933. dovršava skulpturu Madone, jedan od rijetkih radova kojeg je izveo u kamenu, očito još uvijek pod snažnim utjecajem svojih profesora na Likovnoj akademiji. Ova skulptura se danas nalazi
ispred crikveničke župne crkve, a nadahnuće i model autor je našao u liku svoje prve supruge. Godine 1940. nastaje glava Krista, čiji se sadreni model nalazi u stalnom postavu ovog Memorijalnog ateljea. Zvonko Car sudjeluje i u pripremama za gradnju nove crkve Sv. Antona u Crikvenici, za koju izrađuje niz idejnih skica i crteža prema kojima su izrađeni statički proračuni i projekt izvedbe. U ideji je slijedio neoromanički koncept, ostvarivši skladno raščlanjeno pročelje s nizom polukružnih lukova i jednobrodnu unutrašnjost crkve, koja osim estetskih, sadrži i izvanredne akustičke vrijednosti. Car je izradio i kip sv. Antona u sklopu bočnog oltara od crnog mramora. U ovoj građevini nastojao je spojiti kiparske i arhitektonske elemente, slijedeći tako trag svoga glasovitoga učitelja i uzora Ivana Meštrovića.
U ovom razdoblju, Zvonko Car se sve više okreće bronci kao kiparskom materijalu koji najviše odgovara njegovom senzibilitetu i načinu rada. To mu omogućuje da se prepusti zadovoljstvu modeliranja gline, dodavanja i građenja sve do ostvarenja željene forme. Glina mu omogućuje tih i studiozan rad i na umjetnika djeluje manje agresivno, za razliku od obrade kamenog bloka. 
Do konca Drugog svjetskog rata, nastali su brojni portreti u bronci, od članova obitelji (grobni spomenici majke i prve
supruge Anke na crikveničkom groblju) istaknutih ličnosti umjetničkog i društvenog života (biste Josipa Pančića (Bribir) i Stjepana Radića u istoimenom parku u Crikvenici) do poznatih Crikveničana (bista Leopolda Ivančića u parku crkve sv. Antona, profesorica Dora, Ana Baričević-Car).
Novo razdoblje u stvaralaštvu u kasnijem razdoblju, po završetku Drugog svjetskog rata pretežno radi javne spomenike s temama antifašističke borbe. Sam je umjetnik među svojim radovima posebno izdvajao crikvenički spomenik palim borcima ispred hotela International (1949.), za čiju se izvedbu odrekao honorara. Spomenike ove tematike izradio je i za Kraljevicu (1951. – 1952.), Selce (1950. – 1951.), Bribir, Dramalj, Vinjerac i Vrginmost – danas Gvozd (1946.).
Osim monumentalnih kompozicija u bronci, ostvario je i biste partizanskih boraca i istaknutih osoba: Matko Laginja (1952.), Ivana Brlić-Mažuranić (1974.), Tomo Strizić, dr. Ivan Sobol (1973.) koja nije izlivena, Franjo Car (1973.), Josip Broz Tito (1972.,1975.), Anka Pađen (1976.), Nikola Car "Črni" (1976.), Slaviša Vajner "Čiča" (1976.), Antun Barac (1949.) koja se nalazi u zgradi istoimene srednje škole te Vladimir Nazor (1970., 1976.) koja se nalazi ispred istoimene osnovne škole u Crikvenici. Posebno mjesto među likovima koje je portretirao Zvonko Car zauzima hrvatski istaknuti umjetnik, minijaturist svjetskoga glasa, Juraj Julije Klović. Njegova nadahnuto izvedena figura s otvorenom knjigom u ruci (1969.) nalazi se u mjestu Drivenik, ispred stare osnovne škole.
Cjelokupni rad Zvonka Cara temelji se na realističkoj modelaciji, a u mnogim radovima nastoji postići jaku ekspresivnost i dramatsku napetost trenutka sažetog u monumentalnim kompozicijama. Čini se da su u poslijeratnoj fazi na Zvonka Cara vrlo snažan dojam ostavile
skulpture koje izrađuje poznati hrvatski kipar Antun Augustinčić. U mnogim Carevim radovima očita je fascinacija izražajnošću i sjajnom dinamikom Augustinčićevih skulptura. Ta saznanja Car nastoji primijeniti u naturalističkim prikazima partizanskih boraca i ranjenika, kako bi izrazio trenutke tjelesne boli, očaja, prkosa i upornosti, ali u mnogim radovima ne izlazi iz repertoara tradicionalnog akademizma. Car modelira tijela žilavih ruku i čvrstih nogu, tijela napetih mišića koji se naglašeno ocrtavaju ispod odjeće. Zaokupljenost ljudskim likom i njegovom izražajnošću očita je i u mnogobrojnim sadrenim studijama ruku, nogu i tijela uhvaćenih u različitim pokretima.
Skulpture stvarane s osobitom ljubavlju je Careva medijski najpoznatija skulptura je Djevojka s galebom(Opatijka) (1953.), postavljena u gradu Opatija na morskoj hridi, blizu hotela Kvarner. Ova je skulptura postala svojevrsnim simbolom Opatije, a slično se dogodilo i s još nekim
Carevim skulpturama.
Ribar (1982.) u crikveničkoj luci postao je jednim od simbola Crikvenice, J.J. Klović (1969.) simbolom Drivenika, a Žena s brentom (1981. – 1982.) Grižana.
Zvonko Car se cijeloga života borio s teškom bolešću, plućnom tuberkulozom, od koje je umrla i njegova prva supruga.Često je boravio u raznim lječilištima, a duže vrijeme proveo je na liječenju u Riječkoj bolnici, kojoj je kasnije poklonio svoju skulpturu Hygia (1955. – 1956.) u znak zahvalnosti dr. Kučiću za uspješno liječenje.
O slikarskoj dimenziji autorova rada na žalost se za sada ne može suditi, jer nijedna slika nije dostupna.

## Društveni doprinos
Car je bio član Udruženja likovnih umjetnika Hrvatske, podružnica Rijeka, gotovo od samih početaka rada ove podružnice. Godine 1951. nalazi se među prvih jedanaest članova, uz Boženu Vilhar, Sergeja Kučinskog, Romola Venuccia, Antuna Žunića, Jakova Smokvinu, Mirka Uzorinca, Zdenka Venturinija, Petra Kosa, Vinka Matkovića i Milku Bastaji-Rado. U svibnju 1951., u prostoru Malog salona u Rijeci sudjeluje na prvoj revijalnoj izložbi Podružnice.
U spomen na Zvonka Cara i njegov obiman i plodan rad Grad Crikvenica uredio je zgradu Carevog kiparskog ateljea i pretvorio u Memorijalni atelje Zvonka Cara, koji je otvoren povodom Dana Grada Crikvenice, 14. kolovoza 2007. godine. Središnje mjesto u Ateljeu zauzima stalni izložbeni postav s radovima koji se čuvaju u samome Ateljeu, te s izborom osobnih predmeta i umjetničkog materijala koji dočaravaju radnu atmosferu umjetnikova ateljea. Stalni postav prati prigodna izložba koja prezentira dio Carevih skulptura snimljenih u javnim prostorima.

## Izbor iz djela
- Ribar
- Spomenik palim borcima Drugog svjetskog rata
- Madona
- Julije Klović
- Žena s brentom
- Crkva Svetog Antuna
- Sveti Antun
- Memorijalni atelje Zvonka Cara
- Memorijalni atelje Zvonka Cara

## Vanjske poveznice
- Večernji.hr – Anton Ficko: "Opatijska Madonina je Jelena Jendrašić" (objavljeno 1. studenoga 2007.)